# Eli Balas
Eliahu „Eli“ Balas (hebräisch אלי בלס; * 1955 oder 1956 in Israel) ist ein professioneller amerikanisch-israelischer Pokerspieler. Er ist dreifacher Braceletgewinner der World Series of Poker.

## Pokerkarriere

### Werdegang
Seine erste Geldplatzierung bei einem Live-Turnier erzielte Balas Ende April 1992 bei der World Series of Poker (WSOP) im Binion’s Horseshoe in Las Vegas, bei der er zunächst bei einem Turnier der Variante Seven Card Stud in die Geldränge kam. Rund zwei Wochen später setzte er sich bei einem Event in Limit Omaha Hi/Lo durch und sicherte sich ein Bracelet sowie eine Siegprämie von 122.400 US-Dollar. Bei der WSOP 1995 belegte Balas einen zweiten Platz im Limit Hold’em und erhielt ein Preisgeld von knapp 160.000 US-Dollar. Im Jahr 1999 wurde er bei einem WSOP-Turnier in Seven Card Stud Zweiter für rund 100.000 US-Dollar und gewann anschließend sein zweites Bracelet bei einem Event der Variante No Limit Hold’em, wofür er eine Siegprämie 220.000 US-Dollar erhielt. Bei der WSOP 2004 sicherte sich Balas mit einem Turniersieg in Limit Hold’em sein drittes Bracelet und eine Auszahlung von knapp 175.000 US-Dollar. Im Jahr darauf belegte er einen mit rund 120.000 US-Dollar dotierten zweiten Platz bei der WSOP 2005. Anschließend erzielte er über 16 Jahre keine weitere Geldplatzierung, ehe Balas im Oktober 2021 ein Event im Orleans Hotel & Casino am Las Vegas Strip auf dem dritten Rang abschloss.
Insgesamt hat er sich mit Poker bei Live-Turnieren knapp 1,5 Millionen US-Dollar erspielt.

### Braceletübersicht
Balas kam bei der WSOP 24-mal ins Geld und gewann drei Bracelets:
| Jahr | Buy-in (in $) | Turnier           | Teilnehmer | Preisgeld (in $) |
| ---- | ------------- | ----------------- | ---------- | ---------------- |
| 1992 | 1500          | Limit Omaha Hi/Lo | 204        | 122.400          |
| 1999 | 5000          | No Limit Hold’em  | 110        | 220.000          |
| 2004 | 2500          | Limit Hold’em     | 237        | 174.440          |